# شهرستان هانتینگتن (ایندیانا)
شهرستان هانتینگتن، ایندیانا (به انگلیسی: Huntington County, Indiana) شهرستانی در ایالات متحده آمریکا است که در ایندیانا واقع شده‌است.